# Kartoffelsagen
Kartoffelsagen handler om, at vognmand René Spang Jørgensen, også kendt om "kartoffelmanden", sammen med tre andre 1. juni 2023 læssede 40 tons kartofler af på dels Sønderjyske Motorvej og dels på Storebæltsbroen i protest mod en CO2-baseret kilometerafgift for lastbiler, hvor der i gennemsnit skal betales 1,2 kr. pr. km fra 2030. I første omgang for lastbiler, der vejer mere end 12 tons, men senere for alle lastbiler over 3,5 ton. René Spang Jørgensen var samtidig talsmand for bevægelsen "No Farmers, No Food, No Future", der har arrangeret flere traktordemonstrationer for at gøre opmærksom på, at bureaukrati, afgifter og grøn omstilling skader landdistrikterne.
Først læssede de kartofler af på motorvejen ved Kolding kl. 04.30 og ca. to timer senere på Storebæltsbroen. Tanken med aktionen var at bremse trafikken med argumentet om, at det ikke er tilladt at køre fra en ulykke. Ifølge forsvareren var det planlagt, så ingen ville komme til skade. Efter episoden ved Kolding kørte han fra Skærup til Korsør i en personbil, hvorefter han i en lastbil kørte retur mod Fyn, hvorunder han læssede kartofler af. I Nyborg skiftede han til en tredje lastbil for også at læsse kartofler af i østgående retning. Under alle aktionerne sørgede han for at have en personbil på hver sin side af lastbilen for at bremse trafikken. Aktionen fandt sted samme dag som Folketinget skulle vedtage lov nr. L74 om kilometerafgift på lastbiler. Jørgensen havde ikke forventet, at folk ville køre igennem kartoflerne, men at de ville stoppe. Tanken var symbolsk at afskære Jylland og Fyn fra Sjælland.
Jørgensen og de tre medtiltalte blev tiltalt for at overtræde færdselsloven, straffeloven, miljøbeskyttelsesloven og registreringsbekendtgørelsen i sagen, der begyndte 17. marts ved Retten i Svendborg og strakte sig over seks retsdage. Sagen er uden fortilfælde i dansk retshistorie. Det tætteste, man kommer på er sager, hvor der er smidt genstande ned på kørebanen. I anklageskriftet var der oplistet 11 forurettede personer, som enten var i fare, kom til skade, eller fik skadet sit køretøj.
Allerede inden dommen faldt havde sagen kostet ham 110.000 kr. og et mistet kørekort. Dommen faldt 12. maj og gav Jørgensen et år og ni måneders fængsel,  frakendelse af førerretten i fem og et halvt år og konfiskation af det anvendte køretøj. Jørgensen agter dog at anke dommen, da han ikke betragter aktionen som farlig for de andre bilister. De øvrige tiltalte er mænd på 21, 36 og 55 år. Sidstnævnte er tiltalt for alle episoderne, mens den 36-årige kun er tiltalt for at deltage på Storebæltsbroen.